# 赤链蛇
赤链蛇（学名：Lycodon rufozonatum）又名赤鏈蛇，为游蛇科白环蛇属的爬行动物，俗名火赤链、桑根蛇。分布于朝鲜、日本、台湾以及中国大陆的河北、山西、辽宁、吉林、黑龙江、江苏、浙江、安徽、福建、江西、山东、河南、湖北、湖南、广东、海南、广西、四川、贵州、云南、陕西、甘肃等地，常生活于丘陵、山地、平原、田野村舍及水域附近。其生存的海拔上限为1,331米。该物种的模式产地在浙江舟山群岛。

## 特徵
中型蛇類，最長可達1.6米。身體的底色多為紅褐色，體背上有紅黑交錯的環紋和斑塊，呈現紅黑相間的樣子。

## 習性
夜行性，多棲息在水田、溪流、池塘、森林、水溝中，特別喜食蛙類，也會吃老鼠、鳥類、蟾蜍等。是微毒蛇，性情溫和，受到干擾時會從洩殖腔分泌惡臭物來驅趕天敵，必要時也會裝死。卵生。

## 保护
本种于2023年被收录入《有重要生态、科学、社会价值的陆生野生动物名录》。